# 嵐の宿題くん
『嵐の宿題くん』（あらしのしゅくだいくん）は、2006年10月2日から2010年3月22日まで、日本テレビ系列で毎週月曜日23:58 - 翌0:29（JST）のバリューナイト（現・プラチナイト）枠で放送されたトークバラエティ番組で、嵐の冠番組。略称は「宿題くん」。2008年5月19日からハイビジョン制作。
「Cの嵐!」「Dの嵐!」「Gの嵐!」から続いた嵐の深夜番組シリーズの第4作にして最終作。

## 概要
毎回ゲストを招き、そのゲストのイメージ、知りたいことなどを視聴者に対して「宿題」と称して募集し、それを基にトークを展開してゆく「視聴者参加型バラエティ」。
宿題は「ゲストから視聴者への宿題」（ゲストが気になっている分野の情報を提供してもらう）、「視聴者から嵐への宿題」（視聴者の送ってきた疑問を実験で検証する）、「番組から視聴者への宿題」（「ゲストのイメージ宿題」と題して、ゲストが何をしていそうか、イメージを膨らました投稿を送ってもらう）があった。稀に予算の都合上、ゲストを呼ばず、小倉と嵐だけで生放送形式で放送する「お金がないSP」があった。
放送時間は当初23:55 - 翌0:26であったが、前枠で番組出演者の櫻井も月曜日のキャスターを務めている『NEWS ZERO』が2007年10月1日に放送時間を3分拡大（金曜日を除く）したため、23:58 - 翌0:29となった。また、『NEWS ZERO』と本番組は、同じ日に放送開始された。
最高視聴率は9.0%。さらに2008年8月21日 - 25日にオリコンが、10代の男女を対象に「今、最もおもしろいと思うバラエティ番組」というアンケートを行ったところ、本番組が9位にランクインした。

2010年3月22日に最終回を迎え、嵐の9年間続いた深夜番組（『真夜中の嵐』〜『嵐の宿題くん』）は終了。『エンタの神様』の不定期特番化で空いた土曜22時台へ移動し『嵐にしやがれ』へと大幅リニューアルした。放送期間3年半は、『バリューナイト』枠時代に放送された番組としては最長記録である。
放送期間中は前身番組「Dの嵐!」「Gの嵐!」の企画をベースにしたゴールデンタイム特番「驚きの嵐!世紀の実験 学者も予測不可能SP」を放送。本番組内では、映像が地味、スタッフの単純なミスなどの理由から編集でカットされた「お蔵入り実験」を紹介し、反省会を行うのが恒例となっていた。「嵐にしやがれ」放送開始に伴い、嵐の深夜番組シリーズは終了するも、13年後の2023年より、本番組のスタッフおよび二宮が続投した後継番組「クイズ!できる?できない?」が放送開始。
一番出演回数が多いゲストはチュートリアルで3回、スペシャルを含めると6回も出演している。ちなみに番組、最後のゲストもチュートリアルだった（スタジオ登場回数が一番多いのは出川哲朗だが、ゲスト扱いではなかった。スペシャルにも見届け人という立場で6回の内4回出演した）。また、当初は女性芸能人の出演が多かった本番組初の男性ゲストは清木場俊介と井ノ原快彦（20th Century）であり、嵐の先輩である井ノ原の場合は本番組のゲストで初のジャニーズ事務所関係者でもある。

## 出演者
- 嵐（大野智、櫻井翔、相葉雅紀、二宮和也、松本潤）
- 小倉智昭
- 小林清志（ナレーション）

## 主なコーナー

### ゲストから視聴者への宿題
- おいしい○○料理を調べて提出
ゲストが食べたい料理を事前にHPで募集し、その中から2・3品を紹介する。
まれに相葉がオリジナル料理を披露、櫻井が櫻井屋台と題し自ら料理を作ることもある。

### 番組から視聴者への宿題
- ゲストのイメージ宿題「昨日の夜、何してた？」
ゲストのイメージを視聴者から提出されたものを紹介する。
- 汐留相葉ランド
視聴者が考えた嵐とゲストが一緒に遊べるゲームを相葉が紹介するコーナー。2009年の秋ごろから行われなかったが2010年1月に復活した。
タイトルコールは、相葉「汐留相葉ランド、略して？」観客「アイランド」。

### お金がないスペシャル
- 深夜番組であるにも係わらず毎週豪華ゲストを呼び、ゲストの宿題のために料理を取り寄せることから頻繁に製作費が底をつくために行われる企画。ゲストは呼ばないかギャラの安い芸人1人で済まし、テープも番組の放送時間分（30分）しかない。テロップもコーナー説明テロップのみで発言テロップは付かない。
- 2008年は主に安い料理や相葉ランドのボツネタなどを放送していたが、2009年は相葉すごろくがメインとなっていた。

相葉すごろく
- 『Gの嵐!』時代から行われている相葉考案のすごろく。すごろく自体は番組初期に1度だけ行われていた（これについてはGの嵐!#相葉すごろくを参照）が2009年に復活した。
- ルール等は『Gの嵐!』時代から変わらないが、優勝者への賞品が廃止。そのかわり、放送時間内にゴール出来なかった者、または最下位だった者が罰ゲームを受ける。
- 罰ゲームも過激化しており、「ストッキングかぶり」や「乳首あきTシャツ」等の名物罰ゲームから、「パンダメイク」「鼻の周りを黒く塗る」「一定時間退場（退場中は自分の順番も飛ばされ、画面にも極小ワイプでしか映らない）」等の新罰ゲームも続々追加されている。
- 順番は相葉から始まり松本→ゲスト→櫻井→大野→二宮の順（小倉はゲーム中は主に進行を務めるため不参加。初期も「罰ゲームが嫌」として不参加）。

嵐のなりきり80秒トーク
- 決められたシチュエーションやキャラクターになりきりながら嵐の5人で80秒間トークをしなければならない企画。
- また、シチュエーションにあった仮装もしなければならない。

## 放送内容

### スペシャル
- 『嵐の実験&宿題くん』（放送日：2009年3月24日 19:00 - 20:56）
ゴールデン枠の特番として宿題以外に理科的な実験も行い、ゲストとして石原軍団、米倉涼子が出演した。『驚きの嵐!世紀の実験 学者も予測不可能SP』の内容が実質含まれている。

## ネット局
| 放送対象地域   | 放送局                           | 系列                                           | 放送曜日・時間              |
| -------------- | -------------------------------- | ---------------------------------------------- | --------------------------- |
| 関東広域圏     | 日本テレビ（NTV） （番組制作局） | 日本テレビ系列                                 | 月曜23:58 - 翌0:29          |
| 北海道         | 札幌テレビ（STV）                | 日本テレビ系列                                 | 月曜23:58 - 翌0:29          |
| 青森県         | 青森放送（RAB）                  | 日本テレビ系列                                 | 月曜23:58 - 翌0:29          |
| 岩手県         | テレビ岩手（TVI）                | 日本テレビ系列                                 | 月曜23:58 - 翌0:29          |
| 宮城県         | ミヤギテレビ（MMT）              | 日本テレビ系列                                 | 月曜23:58 - 翌0:29          |
| 秋田県         | 秋田放送（ABS）                  | 日本テレビ系列                                 | 月曜23:58 - 翌0:29          |
| 山形県         | 山形放送（YBC）                  | 日本テレビ系列                                 | 月曜23:58 - 翌0:29          |
| 福島県         | 福島中央テレビ（FCT）            | 日本テレビ系列                                 | 月曜23:58 - 翌0:29          |
| 山梨県         | 山梨放送（YBS）                  | 日本テレビ系列                                 | 月曜23:58 - 翌0:29          |
| 新潟県         | テレビ新潟（TeNY）               | 日本テレビ系列                                 | 月曜23:58 - 翌0:29          |
| 長野県         | テレビ信州（TSB）                | 日本テレビ系列                                 | 月曜23:58 - 翌0:29          |
| 静岡県         | 静岡第一テレビ（SDT）            | 日本テレビ系列                                 | 月曜23:58 - 翌0:29          |
| 富山県         | 北日本放送（KNB）                | 日本テレビ系列                                 | 月曜23:58 - 翌0:29          |
| 石川県         | テレビ金沢（KTK）                | 日本テレビ系列                                 | 月曜23:58 - 翌0:29          |
| 福井県         | 福井放送（FBC）                  | 日本テレビ系列／テレビ朝日系列                 | 月曜23:58 - 翌0:29          |
| 中京広域圏     | 中京テレビ（CTV）                | 日本テレビ系列                                 | 月曜23:58 - 翌0:29          |
| 近畿広域圏     | 読売テレビ（ytv）                | 日本テレビ系列                                 | 月曜23:58 - 翌0:29          |
| 鳥取県・島根県 | 日本海テレビ（NKT）              | 日本テレビ系列                                 | 月曜23:58 - 翌0:29          |
| 広島県         | 広島テレビ（HTV）                | 日本テレビ系列                                 | 月曜23:58 - 翌0:29          |
| 山口県         | 山口放送（KRY）                  | 日本テレビ系列                                 | 月曜23:58 - 翌0:29          |
| 徳島県         | 四国放送（JRT）                  | 日本テレビ系列                                 | 月曜23:58 - 翌0:29          |
| 香川県・岡山県 | 西日本放送（RNC）                | 日本テレビ系列                                 | 月曜23:58 - 翌0:29          |
| 愛媛県         | 南海放送（RNB）                  | 日本テレビ系列                                 | 月曜23:58 - 翌0:29          |
| 高知県         | 高知放送（RKC）                  | 日本テレビ系列                                 | 月曜23:58 - 翌0:29          |
| 福岡県         | 福岡放送（FBS）                  | 日本テレビ系列                                 | 月曜23:58 - 翌0:29          |
| 長崎県         | 長崎国際テレビ（NIB）            | 日本テレビ系列                                 | 月曜23:58 - 翌0:29          |
| 熊本県         | くまもと県民テレビ（KKT）        | 日本テレビ系列                                 | 月曜23:58 - 翌0:29          |
| 大分県         | テレビ大分（TOS）                | 日本テレビ系列／フジテレビ系列                 | 月曜23:58 - 翌0:29          |
| 宮崎県         | テレビ宮崎（UMK）                | フジテレビ系列／日本テレビ系列／テレビ朝日系列 | 月曜23:58 - 翌0:29          |
| 鹿児島県       | 鹿児島読売テレビ（KYT）          | 日本テレビ系列                                 | 月曜23:58 - 翌0:29          |
| 沖縄県         | 琉球放送（RBC）                  | TBS系列                                        | 水曜0:59 - 1:29（火曜深夜） |

## スタッフ
- 構成：山谷隆、桜井慎一、石塚祐介、木南広明、平出尚人、奥山亮 / 安達元一
- TM（テクニカルマネージャー）：古井戸博
- SW（スイッチャー）：望月達史、小林宏義
- CAM（カメラマン）：榎本丈之
- VE（ビデオエンジニア）：三崎美貴、天内理絵
- 音声：藤岡絵里子、三石敏生
- 照明：小川勉
- 美術：大川明子
- デザイン：熊崎真知子
- スタイリスト：野村昌司
- メイク：リップスティック
- CG：DRAGONPOON PICTURES
- EED（VTR編集）：加納敏行（読売映像）
- MA：島崎敏晴（読売映像）
- 音効：森山顕仁、岡田淳一（ヘンドリックス）
- PR：高木明子
- デスク：櫛山照美
- リサーチ：フォーミュレーション
- ディレクター：日野力、中井康二、丹野樹史、保野祥子、宮本誠臣
- 演出：三浦伸介、安彦和弘
- プロデューサー：松本浩明 / 小塩佳宏、浜田和宏、堀金澄彦、秋丸桃香
- チーフプロデューサー：松崎聡男
- 技術協力：NiTRo（旧：日テレ映像センター）、ヌーベルバーグ（旧：ヌーベルフォース）
- 美術協力：日テレアート
- 協力：ジャニーズ事務所
- 制作協力：SION（旧：TV-SION）、オフィスぼくら
- 製作著作：日本テレビ